# Olympische Sommerspiele 1992/Teilnehmer (Äquatorialguinea)
| Gelbes Symbol für Goldmedaillen mit stilisierten Olympischen Ringen | Graues Symbol für Silbermedaillen mit stilisierten Olympischen Ringen | Braundes Symbol für Bronzemedaillen mit stilisierten Olympischen Ringen |
| ------------------------------------------------------------------- | --------------------------------------------------------------------- | ----------------------------------------------------------------------- |
| —                                                                   | —                                                                     | —                                                                       |

Äquatorialguinea nahm an den Olympischen Sommerspielen 1992 in Barcelona, Spanien, mit einer Delegation von sieben Sportlern (fünf Männer und zwei Frauen) an acht Wettkämpfen in einer Sportart (Leichtathletik) teil. Medaillen konnten keine gewonnen werden. Es war die dritte Teilnahme an Olympischen Sommerspielen für das Land. 

## Teilnehmer nach Sportarten

### Leichtathletik
Damen
- Magdalena Ansue
  - 100-Meter-Lauf

Runde eins: ausgeschieden in Lauf sieben, disqualifiziert

- Ruth Mangue
  - 200-Meter-Lauf

Runde eins: ausgeschieden in Lauf sieben (Rang sieben), 27,65 s
  - 400-Meter-Lauf

Runde eins: ausgeschieden in Lauf sechs (Rang sieben), 1:03,32 min

Herren
- Emiliano Buale
  - 800-Meter-Lauf

Runde eins: ausgeschieden in Lauf fünf (Rang sieben), 1:58,95 min

- Bernardo Elonga
  - 1500-Meter-Lauf

Runde eins: ausgeschieden in Lauf vier (Rang elf), 4:25,78 min

- Gustavo Envela
  - 100-Meter-Lauf

Runde eins: ausgeschieden in Lauf zwei (Rang vier), 10,65 s

- Juan Vicente Matala
  - 200-Meter-Lauf

Runde eins: ausgeschieden in Lauf acht, disqualifiziert

- Eulogio Ngache
  - 400-Meter-Lauf

Runde eins: ausgeschieden in Lauf fünf (Rang acht), 50,83 s